# Okres Košice-okolie
Der Okres Košice-okolie („Košice-Umgebung“) ist eine Verwaltungseinheit in der Ostslowakei rund um Košice mit 133.321 Einwohnern (31. Dezember 2024, bei der Volkszählung 2011 waren es 119.227 Einwohner, davon 88.287 (74,0 %) slowakisch, 11.845 (9,9 %) ungarisch, 7.700 (6,5 %) Roma). und einer Fläche von 1.541 km². Der Sitz des Okres' liegt in Košice, die Stadt selbst gehört allerdings nicht zu seinem Gebiet.
Geographisch liegt der Mittel- und Südwestteil im Kaschauer Becken, der Nordwesten und äußerste Westen sind hingegen von Teilgebirgen des Slowakischen Erzgebirges bedeckt (Čierna hora, Volovské vrchy und Slowakischer Karst). Die Ostgrenze des Okres' verläuft entlang des Gebirges Slanské vrchy (Eperieser/Sovarer Gebirge). Größter Fluss ist der Hornád (Hernach), der südöstlich von Košice die Torysa (Törz) aufnimmt. Kleinere Flüsse sind die Oľšava im Osten, die Ida in der Mitte sowie die Bodva und Turňa (Tornau) im Westen.
Die größte Stadt im Okres ist Moldava nad Bodvou (Moldau an der Bodwa) mit 10.275 Einwohnern. Ortschaften nahe der Stadt Košice (Kaschau) und entlang der Hauptstraßen haben einen vorstädtischen Charakter, weiters sind sie eher ländlich geprägt. Die Wirtschaft stützt sich mehrheitlich auf den Dienstleistungssektor, gefolgt vom Bauwesen, von der Land- und Forstwirtschaft, Industrie und öffentlicher Verwaltung (Angaben Stand 2010). Eine größere Industriekonzentration gibt es nur im Industriepark Kechnec, einige Firmen sind jedoch auch an das Stahlwerk U. S. Steel Košice eng angebunden.
Historisch gesehen liegt der Bezirk zum großen Teil im ehemaligen Komitat Abaúj-Torna, ein kleinerer Teil im Norden liegt im ehemaligen Komitat Sáros (siehe auch Liste der historischen Komitate Ungarns).

## Bevölkerung
| Jahr                | 1994    | 2004    | 2014     | 2024    |
| ------------------- | ------- | ------- | -------- | ------- |
| Anzahl der Personen | 101.315 | 110.221 | 123.377  | 133.321 |
| Unterschied         |         | +8,79 % | +11,93 % | +8,05 % |

| Jahr                | 2023    | 2024    |
| ------------------- | ------- | ------- |
| Anzahl der Personen | 131.955 | 133.321 |
| Unterschied         |         | +1,03 % |

## Städte
- Medzev (Metzenseifen)
- Moldava nad Bodvou (Moldau an der Bodwa)

## Gemeinden
- Bačkovík
- Baška
- Belža
- Beniakovce (Benakowetz)
- Bidovce (Bidowetz)
- Blažice
- Bočiar
- Bohdanovce (Bogdanowetz)
- Boliarov
- Budimír
- Bukovec
- Bunetice
- Buzica
- Cestice
- Čakanovce (Tschakanowetz)
- Čaňa
- Čečejovce
- Čižatice
- Debraď
- Drienovec
- Družstevná pri Hornáde
- Dvorníky-Včeláre
- Ďurďošík
- Ďurkov
- Geča
- Gyňov
- Hačava (Wagnerhau)
- Háj
- Haniska
- Herľany (Herlein)
- Hodkovce (Hatkotz)
- Hosťovce (Wendig)
- Hrašovík (Raas)
- Hýľov
- Chorváty
- Chrastné
- Janík
- Jasov (Jossau)
- Kalša
- Kecerovce
- Kecerovský Lipovec
- Kechnec
- Kokšov-Bakša
- Komárovce
- Kostoľany nad Hornádom
- Košická Belá (Bella)
- Košická Polianka
- Košické Oľšany
- Košický Klečenov (Kleschenwetz)
- Kráľovce (Kralowetz)
- Kysak
- Malá Ida
- Malá Lodina
- Milhosť
- Mokrance (Mokrantz)
- Mudrovce
- Nižná Hutka
- Nižná Kamenica (Unterkamenitz)
- Nižná Myšľa
- Nižný Čaj
- Nižný Klátov
- Nižný Lánec
- Nová Polhora
- Nováčany
- Nový Salaš
- Obišovce
- Olšovany
- Opátka (Kehrseifen)
- Opiná
- Paňovce
- Peder
- Perín-Chym
- Ploské
- Poproč
- Rákoš
- Rankovce (Rankowetz)
- Rešica (Reste)
- Rozhanovce (Roscho[no]wetz)
- Rudník
- Ruskov
- Sady nad Torysou
- Seňa (Schena)
- Skároš
- Slančík
- Slanec
- Slanská Huta
- Slanské Nové Mesto
- Sokoľ
- Sokoľany
- Svinica (Swinitz)
- Šemša
- Štós (Stoß)
- Trebejov
- Trstené pri Hornáde
- Trsťany
- Turnianska Nová Ves
- Turňa nad Bodvou (Tornau)
- Vajkovce
- Valaliky
- Veľká Ida
- Veľká Lodina
- Vtáčkovce
- Vyšná Hutka
- Vyšná Kamenica (Oberkamenitz)
- Vyšná Myšľa
- Vyšný Čaj
- Vyšný Klátov
- Vyšný Medzev (Obermetzenseifen)
- Zádiel
- Zlatá Idka (Goldidka)
- Žarnov
- Ždaňa

## Kultur
In dem Artikel Denkmalgeschützte Objekte im Okres Košice-okolie findet man Informationen über die vom slowakischen Denkmalamt geschützten Objekte im Okres.